# 웨스 볼
웨스 볼(영어: Wes Ball)은 미국의 영화 감독, 시각 효과 감독이다. 제임스 대시너 소설 원작의 영화 시리즈 《메이즈 러너》의 감독으로 가장 유명하다.

## 감독 작품
- 메이즈 러너(2014)
- 메이즈 러너: 스코치 트라이얼(2015)
- 메이즈 러너: 데스 큐어(2017)
- 메이즈 러너: 킬 오더(2019)
- 메이즈 러너: 피버 코드(2021)
- 메이즈 러너 (미정)(2023)